# Haruna Sairenji
Haruna Sairenji (西連寺 春菜?, Sairenji Haruna) è un personaggio principale della serie di anime e manga To Love-Ru, scritto da Hasemi Saki e disegnato da Kentarō Yabuki.
Haruna è una delle compagne di classe del protagonista della serie Rito Yuuki, nonché la ragazza dei suoi sentimenti; Haruna prova sentimenti simili per lui, essendo stata attratta dalla sua natura gentile sin dalle medie. È anche la migliore amica di Lala Satalin Deviluke, una principessa aliena di un altro pianeta; nonostante entrambi provino sentimenti romantici per Rito, Lala, tuttavia, non si sente gelosa e incoraggia invece Haruna a confessarsi. 
Haruna è risultata essere il secondo personaggio preferito dei fan di To Love-Ru nel sondaggio biennale indetto dallo Shōnen Jump con 3076 voti, preceduta solo da Lala con 5472 voti, rivista nella quale è pubblicata settimanalmente la serie. Sebbene Haruna sia considerata uno dei personaggi più popolari in To Love Ru, ha ricevuto risposte critiche contrastanti: la relazione di Haruna con Rito, così come la sua attrattiva, sono state elogiate, mentre il suo ruolo in diminuzione in tutta la serie è stato un punto di critiche.
Nella versione anime della serie, Haruna è doppiata dalla seiyuu Sayuri Yahagi.

## Descrizione
Haruna Sairenji è una ragazza molto matura per la sua età. È altamente responsabile, molto gentile, comprensiva e paziente, al punto da esser gentile con tutti quelli che la circondano, specialmente il ragazzo per cui ha una cotta, Rito Yūki. Inoltre, è capace di rimanere razionale la maggior parte delle situazioni. Ciononostante, ha una grave paura dei fantasmi; quando è molto spaventata perde completamente la ragione, diventando in grado di sconfiggere i nemici più terribili con la forza della paura (di solito adoperando uno sventurato Rito come arma).
Sin dalla sua apparizione, si comprende come la ragazza sia la persona di cui Rito Yuuki è innamorato. Dal ragazzo viene vista come una persona dolce, con capelli color seta e molto gentile. D'altra parte, nel corso della serie, Haruna dimostra più volte di provare qualcosa di simile per Rito, nonostante nessuno dei due abbia mai trovato il coraggio di dichiararsi.
Haruna ha occhi viola e capelli blu-viola a caschetto, che sono sempre tenuti a posto da una forcina rossa verticale sulla sinistra della testa. Ha anche una pelle molto morbida. Haruna è alta 1,60 m per 50 kg e, secondo l'amica Mio Sawada, le sue misure sono 78-55-80. È nata il 6 marzo ed è del segno zodiacale dei Pesci.

## Rapporto con Rito
Nel manga viene mostrato come Haruna nutra qualcosa di importante per Rito. Sin da quando Lala si è intromessa nella loro vita, con la conseguenza di allontanare la possibilità di una relazione tra i due giovani, la ragazza si è sempre chiesta se Rito provi qualcosa per lei, o se invece il grande sentimento d'amore di Lala sia ricambiato.
Nell'inizio della serie viene vista molto spesso pensosa o preoccupata di quelli che possano essere i veri sentimenti di Rito ma, col passare del tempo, si instaura tra lei e il ragazzo un'amicizia molto profonda, grazie alla quale Haruna capisce di non doversi preoccupare dei possibili sentimenti di Rito.
Non può però dichiarare il suo amore al ragazzo, poiché, come dice al fantasma Oshizu, è molto amica di Lala, e non vuole in alcun modo ferire i sentimenti della sua grande amica, o causarle in qualunque modo dei dispiaceri. Per questo, più avanti nella serie, è possibile vedere un'Haruna chiaramente innamorata di Rito, ma con l'impossibilità di dichiararsi e di vedere se il suo sentimento è ricambiato. Avendo capito di non poter continuare a nascondere i suoi sentimenti a Lala le rivela ciò che prova ed inaspettatamente l'amica reagisce esultando e dicendole di confessare i suoi sentimenti a Rito. Lala, infatti, sarebbe più che felice se Rito sposasse sia lei che Haruna. Nell'ultimo capitolo Rito, dopo aver confessato il proprio amore a Lala, decide di farlo anche con Haruna ma Oshizu interviene cercando di aiutarla, col risultato di farle cadere il reggiseno, così la ragazza scappa e non sente le parole di Rito che le rivolge erroneamente a Yui, Run, Nana e alla dottoressa Ryouko.
Nel seguito del manga, To Love-Ru: Darkness, Haruna spiega a Momo e Nana che, pur essendo innamorata di Rito, si sente a disagio perché, essendo lui oggetto anche dell'amore di Lala, sa che inevitabilmente si concluderebbe in una sfida tra lei e Lala per chi conquisterà Rito e questo rovinerebbe la loro amicizia. Momo, allora, le spiega che, diventando il prossimo re di Deviluke sposando Lala, Rito potrebbe sposare anche lei e vivere felicemente con tutte, in questo modo Haruna potrebbe avere sia l'amore di Rito sia l'amicizia di Lala. Per quanto questo la metta in imbarazzo, inizia a riflettere su questa possibilità, pensando di essere troppo chiusa mentalmente e che forse sarebbe davvero possibile sposare entrambe Rito ed essere così tutti felici. In un'occasione lei e Rito si baciano per errore, cosa della quale sono entrambi molto felici, sebbene entrambi abbiano paura che all'uno e all'altra non sia piaciuto. Haruna, nonostante il suo carattere casto e puro, a causa delle continue situazioni spinte provocate dalle cadute di Rito ha iniziato a fantasticare sull'avere rapporti intimi con lui.

## Altre apparizioni
Haruna ha un cameo assieme a Oshizu nella successiva opera del maestro Yabuki Mayoi Neko Overrun!.

## Accoglienza

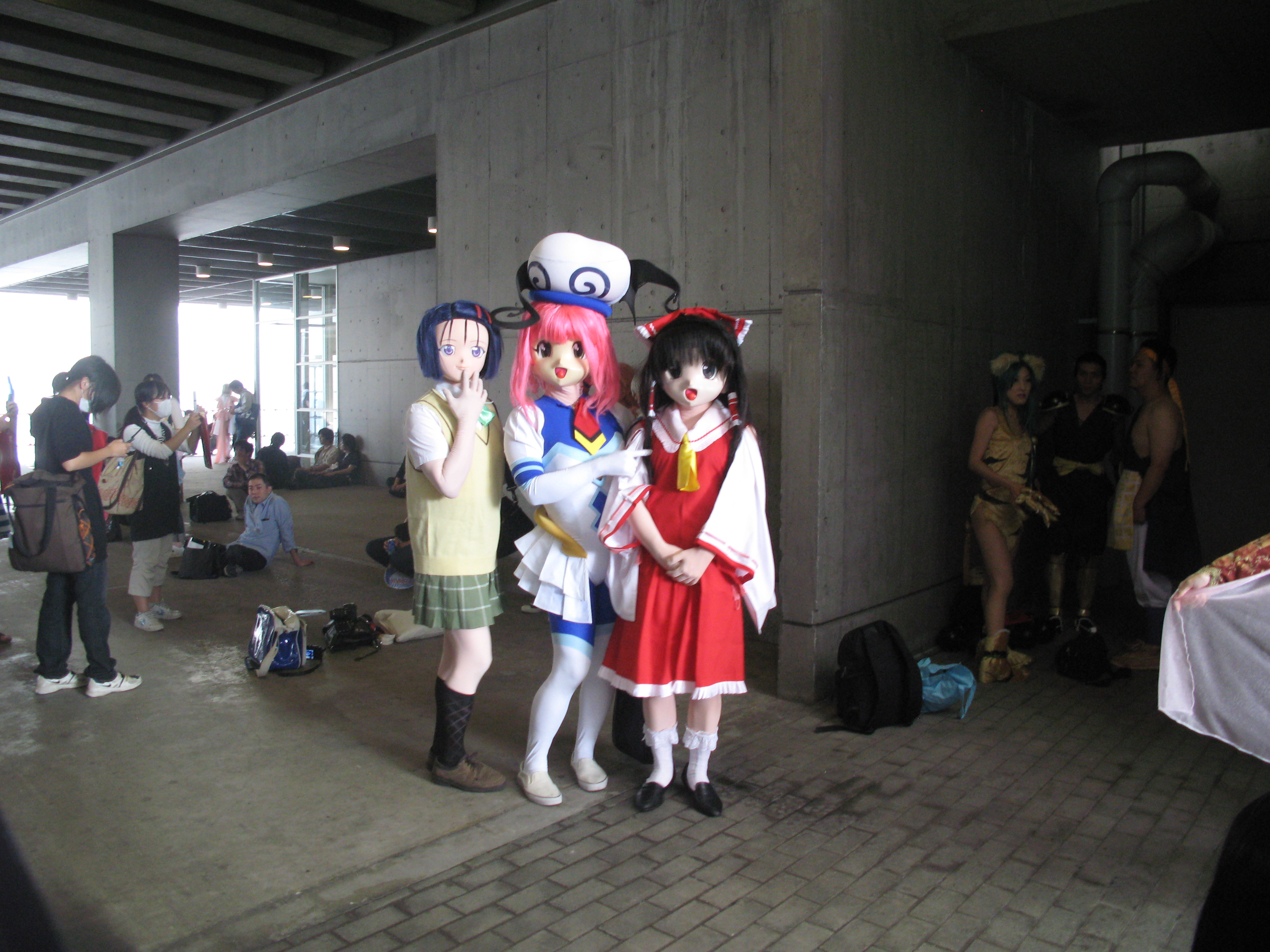
Una cosplayer vestita da Haruna (a sinistra) insieme ad altre due vestite da Lala Satalin Deviluke (al centro) e Reimu Harukeu (a destra) al Tokyo Game Show nel 2009

### Popolarità
Haruna è uno dei personaggi più popolari di To Love Ru tra i fan lettori della serie. Nel primo sondaggio di popolarità di To Love Ru, Haruna si è classificata come il secondo personaggio più popolare con 3076 voti.
Il numero di giugno 2015 della rivista Jump Square di Shūeisha includeva i risultati del suo sondaggio di popolarità per le eroine di To Love-Ru Darkness. Nelle varie categorie presentate, Haruna si è classificata 6ª come "quale personaggio vorresti che fosse la tua ragazza (o moglie)?", 7a come "quale personaggio vorresti che fosse nella tua famiglia?" e "quale personaggio vorresti che fosse nella tua famiglia (ma non come moglie / fidanzata)?" e quinta come "quale personaggio vorresti che fosse tuo amico?". Nello stesso anno, Jump Square ha presentato i risultati di un altro sondaggio di popolarità per i personaggi femminili di  To Love-Ru Darkness  nel numero di ottobre; questa volta Haruna si è classificata al primo posto come "quale personaggio vorresti che fosse la tua ragazza (o moglie)?", settimo come "quale personaggio vorresti che fosse nella tua famiglia?" e "quale personaggio vorresti essere tuo amico?", 9° come "con quale personaggio vorresti cambiare corpo per un solo giorno?", e 10º come "quale personaggio sarebbe il tuo preferito se tutte le eroine fossero in un idol group?".

### Risposta critica
Rivedendo la seconda metà della prima stagione di To Love Ru, Theron Martin, di Anime News Network, ha elogiato lo sviluppo della relazione di Haruna con Rito, sottolineando come sono finalmente riusciti a superare i "tentativi casuali di vicinanza tra Rito e Haruna", mentre complimenta anche l'attrattiva di Haruna, descrivendola come "il massimo in termini di adorabile bellezza da liceo". Nelle recensioni successive di To Love Ru Darkness e Darkness 2nd, Martin sottolinea come Haruna sia relegata dal ruolo di personaggio principale a un mero status di supporto, con lei che fa poco più che apparizioni cameo in molti episodi. In una recensione per To Love Ru, Anime Club Reviews ha descritto Haruna come "l'unico personaggio femminile non sfruttato continuamente per il servizio dei fan o per le risate", oltre a dire: "È la nostra brava ragazza della serie.", e non si allontana mai veramente da quel ruolo. Il suo problema è fondamentalmente che non è davvero più interessante delle altre ragazze un po' anonime nella serie, nonostante reciti una parte molto più grande - come, sai, uno dei personaggi principali! Sono francamente sorpreso che non si sia ancora rivelato essere un robot nel manga. È lì solo perché Rito la vuole e perché ogni harem ha bisogno di più ragazze attratte dal nostro protagonista maschile per qualsiasi motivo o, in questo caso, nessun motivo particolare."